# Tribu Karuk
La Tribu Karuk és una tribu reconeguda federalment dels karuks, uns amerindis de Califòrnia. Estant situats a la cantonada nord-oest de l'estat, als comtats de Humboldt i Siskiyou. La Tribu Karuk és una de les tribus més grans de Califòrnia.
Com a organització del govern, la Tribu Karuk de Califòrnia ha demostrat la seva capacitat per administrar una gran quantitat de programes socials, culturals i econòmics amb eficàcia, obtenint l'estatus de tribu autogovernada. El govern tribal dona feina actualment a més de 100 persones en el benestar infantil, comunitat/desenvolupament econòmic, educació, gent gran, assistència d'energia, salut, habitatge, serveis administratius i programes de recursos naturals. En poc més d'una dècada la tribu Karuk ha desenvolupat divisions d'habitatge, clíniques de salut i programes Head Start a Orleans, Happy Camp i Yreka, els seus tres principals centres de població. A través de la Karuk Community Development Corporation, la tribu Karuk també ha administrat projectes de millora de la pesca de salmó, ha adquirit i ampliat un negoci minorista, planejat una petita planta de fabricació amb l'assistència a la població local en l'inici de les petites empreses i personal de personal as Centres de Computació i Electrònica a Orleans, Happy Camp i Yreka .

## Terres tribals
La tribu Karuk no té una reserva legalment designada, però no tenen un nombre de petites extensions en fideïcomís pel govern federal, així com extensions de propietat de la tribu en estat de ple domini. Aquestes petites parcel·les no contigües de terra es troben principalment al llarg del riu Klamath a l'oest de comtat de Siskiyou i al nord-est de comtat de Humboldt a Califòrnia. La superfície total d'aquestes parcel·les és de 2.908 km² (718,49 acres). El cens dels Estats Units de 2000 informà de 333 persones residents. També hi ha una sèrie d'extensions situades a la ciutat d'Yreka.

## Govern
La Tribu Karuk té la seu a Happy Camp (Califòrnia). És governada per un consell tribal escollit democràticament de 9 membres i el seu cap tribal actual és Russell Attebery.

## Llengua
Els karuks parlen la llengua karuk, una llengua aïllada que forma part del grup lingüístic Hoka. La tribu té un programa actiu de revitalització lingüística.

## Desenvolupament econòmic
La tribu està planejant construir el Casino Karuk a Yreka. El People's Center a Happy Camp és el museu i centre cultural de la tribu. El seu edifici té una galeria d'exposició, magatzem, aules, biblioteca, programa de llengües i diversos arxius i col·leccions.